# Bande orientale
 (avril 2025).
Si vous disposez d'ouvrages ou d'articles de référence ou si vous connaissez des sites web de qualité traitant du thème abordé ici, merci de compléter l'article en donnant les références utiles à sa vérifiabilité et en les liant à la section « Notes et références ».
Pour les articles homonymes, voir Oriental.
La Bande orientale (en espagnol : Banda Oriental) est un ensemble de territoires espagnols se situant à l'est du Río Uruguay. Constituant la partie la plus orientale des possessions espagnoles, elle formait une zone tampon disputée entre les empires espagnol et portugais. Les habitants de la Bande orientale (et plus tard de la Province orientale) se nomment les Orientaux.

## Histoire

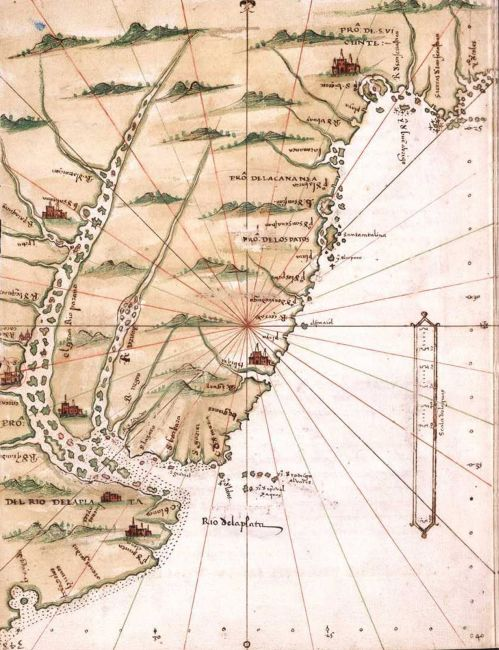
La Bande orientale représentée sur une carte du XVI.

La Bande orientale  correspondait à l'origine aux États actuels de l'Uruguay, du Rio Grande do Sul et d'une partie de Santa Catarina, mais au fur et à mesure que des parties de son territoire furent intégrés par les Portugais à la capitainerie de São Pedro do Rio Grande do Sul, son extension diminua pour finir par désigner uniquement la partie méridionale (approximativement l'Uruguay avec une partie du Rio Grande do Sul). La ville de Montevideo a toujours été la capitale de ces territoires.
Afin de mettre fin aux conflits générés par ces avancées, cette partie méridionale fut reconnue espagnole par le Traité de San Ildefonso (1777), et intégrée pleinement à la vice-royauté du Río de la Plata.
À cette date, la Bande orientale est une notion purement géographique, qui est juridiquement divisée en trois sections : 
- la ville de Montevideo et l’étroite frange qui l’entoure, gouvernée, depuis la ville même, comme une base navale ;
- la zone sise au sud du río Negro, à l’exclusion de Montevideo, qui dépend de l’intendance de Buenos Aires ;
- la région située au nord du río Negro, ressortissant à l'administration des Missions guarani[1].

Après l'indépendance, la Bande orientale est intégrée aux Provinces-Unies du Río de la Plata sous le nom de Province orientale, mais elle est occupée en 1817 par le Brésil qui l’intègre sous le nom de Province cisplatine.
En 1825, l'action des Trente-trois Orientaux mène à la guerre de Cisplatine, qui aboutit en 1828 à l'indépendance de la république orientale de l'Uruguay reconnue par le traité de Montevideo.